# Cécile Corbel
Cécile Corbel là một nhạc sĩ, ca sĩ, nghệ sĩ hạc cầm người Pháp. Âm nhạc của cô mang âm hưởng dân gian Celtic, lấy cảm hứng từ những câu chuyện cổ, với giai điệu du dương như đưa người nghe vào thế giới thần thoại. Cô thực hiện các ca khúc với nhiều ngôn ngữ, gồm tiếng Pháp, tiếng Ý, tiếng Bretagne, tiếng Anh, tiếng Đức và tiếng Nhật. Cô còn thực hiện nhạc phim cho bộ phim Kari-gurashi no Arrietty của Studio Ghibli; các album và đĩa đơn song hành cùng bộ phim của cô đã gặt hái thành công vang dội ở Nhật Bản, đạt xếp hạng cao trên Japan Hot 100 và một số giải thưởng như Đĩa Vàng; ca khúc chủ đề Arrietty's Song đã được cô thực hiện với phiên bản tiếng Nhật, Anh, Pháp, Ý và Đức, và nó cũng được đặt lời tiếng Quảng Đông thực hiện bởi G.E.M.
Năm 2013, Corbel cùng cộng sự lâu năm Simon Caby soạn nhạc phim cho bộ phim Land of the Bears, công chiếu vào tháng 2 năm 2014. Một chuyến lưu diễn đã được lên kế hoạch, bắt đầu từ 18-10 đến 3-11 tại 16 thành phố của Đức như Berlin, Mainz, Darmstadt,...

## Album
- 2005: harpe celtique et chants du monde
- 2006: songbook.1
- 2008: SongBook vol.2
- 2009: Anne de Bretagne (2 CD)
- 2010: Arrietty's Song (Đĩa đơn)
- 2010: Kari-gurashi (Image album)
- 2010: Kari-gurashi no Arrietty Soundtrack (được phát hành kèm bản tiếng Pháp và Ý của Arrietty's Song ở một số nước)
- 2010: Le Coffret (3 CD các album từ 2005-2008)
- 2011: renaissance SONGBOOK VOL3
- 2013: Roses -SongBook vol. 4-